# Rino Pucci
Rino Pucci (ur. 29 stycznia 1922 w Chiesina Uzzanese, zm. 10 grudnia 1986 w Mediolanie) – włoski kolarz torowy, wicemistrz olimpijski.

## Kariera
Największy sukces w karierze Rino Pucci osiągnął w 1948 roku, kiedy wspólnie z Arnaldo Benfenatim, Guido Bernardim i Anselmo Citterio wywalczył srebrny medal w drużynowym wyścigu na dochodzenie podczas igrzysk olimpijskich w Londynie. W wyścigu finałowym reprezentanci Włoch ulegli jedynie ekipie Francji. Był to jedyny medal wywalczony przez Pucciego na międzynarodowej imprezie tej rangi oraz jego jedyny start olimpijski. Nigdy nie zdobył medalu na torowych mistrzostwach świata.